# 김칠두
김칠두(金七斗, 1950년 8월 7일 ~ )는 대한민국의 공무원이다.

## 학력
- 1968년 : 동래고등학교 졸업
- 1972년 : 연세대학교 행정학 학사
- 1987년 : 보스턴대학교 대학원 경영학 석사

## 경력
- 1973.10 : 제14회 행정고시 합격
- 1975.07 : 상공부 기획관리실, 통상진흥국, 전자전기공업국 근무
- 상공부 행정관리담당관
- 1988.04 : 상공부 지방공업과장
- 1990.01 : 주 오스트레일리아 대사관 상무관
- 1993.08 : 상공자원부 금속과장, 전략정책과장
- 1995.05 : 통상산업부 기획예산담당관, 공보관
- 1997.02 : 주 영국 대사관 참사관
- 2000.02 : 산업자원부 생활산업국장, 무역투자실장
- 2002.03 : 산업자원부 차관보
- 2003.03 : 산업자원부 차관

| 전임 임내규 | 제5대 산업자원부 차관 2003년 3월 3일 ~ 2004년 7월 19일 | 후임 조환익 |